# Oleg Dolmatov
Pour les articles homonymes, voir Dolmatov.
Oleg Vassilievitch Dolmatov (en russe : Олег Васильевич Долматов), est un footballeur soviétique puis russe né le 29 novembre 1948 à Tcheliabinsk-40. Il évoluait au poste de milieu de terrain.

## Biographie

### En club
Avec le Dynamo Moscou, il remporte un championnat d'URSS et une Coupe d'URSS.

### En équipe nationale
International soviétique, il reçoit 14 sélections en équipe d'Union soviétique entre 1971 et 1977.
Il joue son premier match en équipe nationale le 18 septembre 1971 contre l'Inde et son dernier match le 30 avril 1977 contre la Hongrie.
Il fait partie du groupe soviétique finaliste lors de l'Euro 1972. Il entre alors en jeu lors de la finale.

## Statistiques
| Saison                | Club                  | Championnat           | Championnat | Championnat | Coupe(s) nationale(s) | Coupe(s) nationale(s) | Compétition(s) continentale(s) | Compétition(s) continentale(s) | Compétition(s) continentale(s) | Total | Total |
| Saison                | Club                  | Division              | M.          | B.          | M.                    | B.                    | Comp.                          | M.                             | B.                             | M.    | B.    |
| 1967                  | Kaïrat Almaty         | D1                    | 5           | 0           | 1                     | 0                     | -                              | -                              | -                              | 6     | 0     |
| 1968                  | Kaïrat Almaty         | D1                    | 25          | 3           | 1                     | 1                     | -                              | -                              | -                              | 26    | 4     |
| 1969                  | Kaïrat Almaty         | D1                    | 29          | 4           | -                     | -                     | -                              | -                              | -                              | 29    | 4     |
| 1970                  | Kaïrat Almaty         | D2                    | 40          | 3           | 3                     | 1                     | -                              | -                              | -                              | 43    | 4     |
| 1971                  | Kaïrat Almaty         | D1                    | 27          | 7           | 3                     | 1                     | -                              | -                              | -                              | 30    | 8     |
| Sous-total            | Sous-total            | Sous-total            | 126         | 17          | 8                     | 3                     | -                              | -                              | -                              | 134   | 20    |
| 1972                  | Dynamo Moscou         | D1                    | 19          | 0           | 4                     | 0                     | C2                             | 5                              | 0                              | 28    | 0     |
| 1973                  | Dynamo Moscou         | D1                    | 19          | 2           | 6                     | 0                     | -                              | -                              | -                              | 25    | 2     |
| 1974                  | Dynamo Moscou         | D1                    | 4           | 0           | 1                     | 0                     | C3                             | 1                              | 0                              | 6     | 0     |
| 1975                  | Dynamo Moscou         | D1                    | 29          | 4           | 1                     | 0                     | -                              | -                              | -                              | 30    | 4     |
| 1976                  | Dynamo Moscou         | D1                    | 22          | 1           | 1                     | 0                     | C3                             | 2                              | 0                              | 25    | 1     |
| 1977                  | Dynamo Moscou         | D1                    | 28          | 0           | 6                     | 1                     | C2                             | 3                              | 0                              | 37    | 1     |
| 1978                  | Dynamo Moscou         | D1                    | 23          | 1           | 5                     | 1                     | C2                             | 4                              | 0                              | 32    | 2     |
| 1979                  | Dynamo Moscou         | D1                    | 10          | 0           | 6                     | 1                     | -                              | -                              | -                              | 16    | 1     |
| Sous-total            | Sous-total            | Sous-total            | 154         | 8           | 30                    | 3                     | -                              | 15                             | 0                              | 199   | 11    |
| Total sur la carrière | Total sur la carrière | Total sur la carrière | 280         | 25          | 38                    | 6                     | -                              | 15                             | 0                              | 333   | 31    |

## Palmarès
Dynamo Moscou
- Champion d'Union soviétique en 1976.
- Vainqueur de la Coupe d'Union soviétique en 1977.

 Union soviétique
- Finaliste de l'Euro 1972.

## Vie privée
Dolmatov a rencontré sa deuxième épouse Tatyana en 2003. Deux ans plus tard, le couple a eu une fille, Joanna,. Selon l'entraîneur, sa femme est tombée enceinte après leur visite au monastère Saint-Jean-le-Théologien.